# Cochlonema fusisporum
Cochlonema fusisporum är en svampart som beskrevs av Drechsler 1939. Cochlonema fusisporum ingår i släktet Cochlonema och familjen Cochlonemataceae.   Inga underarter finns listade i Catalogue of Life.